# Kendallville
La ville américaine de Kendallville est située dans le comté de Noble, dans l’État de l’Indiana. Sa population s’élevait à 9 862 habitants lors du recensement de 2010.

## Histoire
Fondée en 1849, la ville a été nommée en hommage à Amos Kendall, 8e Postmaster General des États-Unis.

## Démographie
| Groupe            | Kendallville | Indiana | États-Unis |
| ----------------- | ------------ | ------- | ---------- |
| Blancs            | 94,1         | 84,3    | 72,4       |
| Autres            | 2,9          | 2,7     | 6,4        |
| Métis             | 1,8          | 2,0     | 2,9        |
| Asiatiques        | 0,6          | 1,6     | 4,8        |
| Afro-Américains   | 0,5          | 9,1     | 12,6       |
| Amérindiens       | 0,2          | 0,3     | 0,9        |
| Total             | 100          | 100     | 100        |
|                   |              |         |            |
| Latino-Américains | 5,1          | 6,0     | 16,7       |

Selon l'American Community Survey, pour la période 2011-2015, 94,81 % de la population âgée de plus de 5 ans déclare parler anglais à la maison, alors que 4,02 % déclare parler l'espagnol, 0,53 % le khmer et 0,64 % une autre langue.